# Li Qin (atriz)
Li Qin (Chinês: 李沁; pinyin: Lǐ Qìn, Sucheu, 27 de setembro de 1990) é uma atriz, cantora e modelo chinesa. Ela é conhecida por seus papéis em O Sonho das Mansões Vermelhas (2010), The Founding of a Party (2011), Princess Agents (2017), A Canção da Glória (2020), The wolf (2020),  Thousand Years for You (2022) e War of Faith (2024).

## Carreira
Li Qin se formou na Academia de Teatro de Xangai em 2008. Em 2011, fez sua estréia no cinema em The Founding of a Party, no papel de Yang Kaihui, a segunda esposa de Mao Tsé-Tung, e foi indicada para o prêmio de Melhor Revelação no 31° Hundred Flowers Awards. Em 2017, estrelou o drama histórico Princess Agents, interpretando um membro da realeza de um reino ameaçado. O programa foi um grande sucesso e a popularidade de Li aumentou como resultado. Desde então protagonizou muitos filmes e séries de TV, incluindo Jade Dynasty em 2019, uma adaptação do romance Zhu Xian, protagonizou o drama A Canção da Glória (2020), em 19 de novembro de 2020 estrelou o dorama The wolf ao lado de Darren Wang e Xiao Zhan. Em 1de junho de 2021 ao lado de Johnny Huang co-estreou o dorama Meu querido guardião. Em 15 de setembro de 2022 estreou ao lado de Ren jialun o dorama Thousand Years for You, o dorama foi famoso durante sua exibição. Em 2023 protagonizou ao lado de Xiao Zhan o drama histórico As memórias da juventude, em 2024 estrelou ao lado de Wang Yibo War of Faith, o drama foi um grande sucesso de audiência.